# Мъжец (анатомия)
Мъжѐц (на латински: uvula) е висящият конусовиден завършек на задното небце, съставен от съединителна тъкан. На латински думата uvula означава буквално „грозденце“.
Възпалението на мъжеца е известно с медицинското понятие „увулит“ (лат.: uvulitis).
Мъжецът изпълнява важна роля в учленението (артикулацията) на звукове в човешката реч. Мъжецът взаимодейства със задната част на езика, с небцето и с идващия от белите дробове въздух за образуването на набор от гърлени звукове. Освен мъжечните и мъжечно-надгръклянниковите съгласни, мъжецът се използва и за учленението на щракащи съгласни звукове, присъщи за африканските езици.
Възпалението на мъжеца в повечето случаи се причинява от простуда, пиене на течности, които дразнят лигавата ципа на устата (спиртни напитки), употребата на много горещи или студени ястия и питиета, продължително дишане на тютюнев пушек (от непушач) или други отровни газове.
Признаци. Слабо възпаление на гърлото без температура с чувство на заседнала храчка (предмет) в гърлото, която не може да се изхрачи. При това и самият мъжец е надебелен и червен.